# Huracán John (1994)
El huracán John (también conocido como tifón John, designación internacional: 9420, designación JTWC: 10E)  se formó durante la temporada de huracanes en el Pacífico de 1994 y se convirtió en el ciclón tropical más duradero y de trayectoria más lejana jamás observado. El John se formó durante la fuerza de El Niño de 1991 a 1994 y alcanzó la categoría cinco en la Escala de Saffir-Simpson, la más alta en categorización de ciclones tropicales.
Durante su trayecto, el John se desplazó por 13.280 kilómetros (unas 7.165 millas) desde el Pacífico oriental al occidental, regresando al Pacífico central y durando 31 días en total. Debido a que existió en el Pacífico este y oeste, el John fue uno de un pequeño número de ciclones tropicales en ser designados como huracán y tifón a la vez. A pesar de durar un mes calendario, el John no representó peligro en tierra, sin embargo trajo efectos mínimos a las islas Hawái y la base estadounidense en el Atolón Johnston. Sus remanentes afectaron al estado de Alaska, Estados Unidos.

## Historial meteorológico

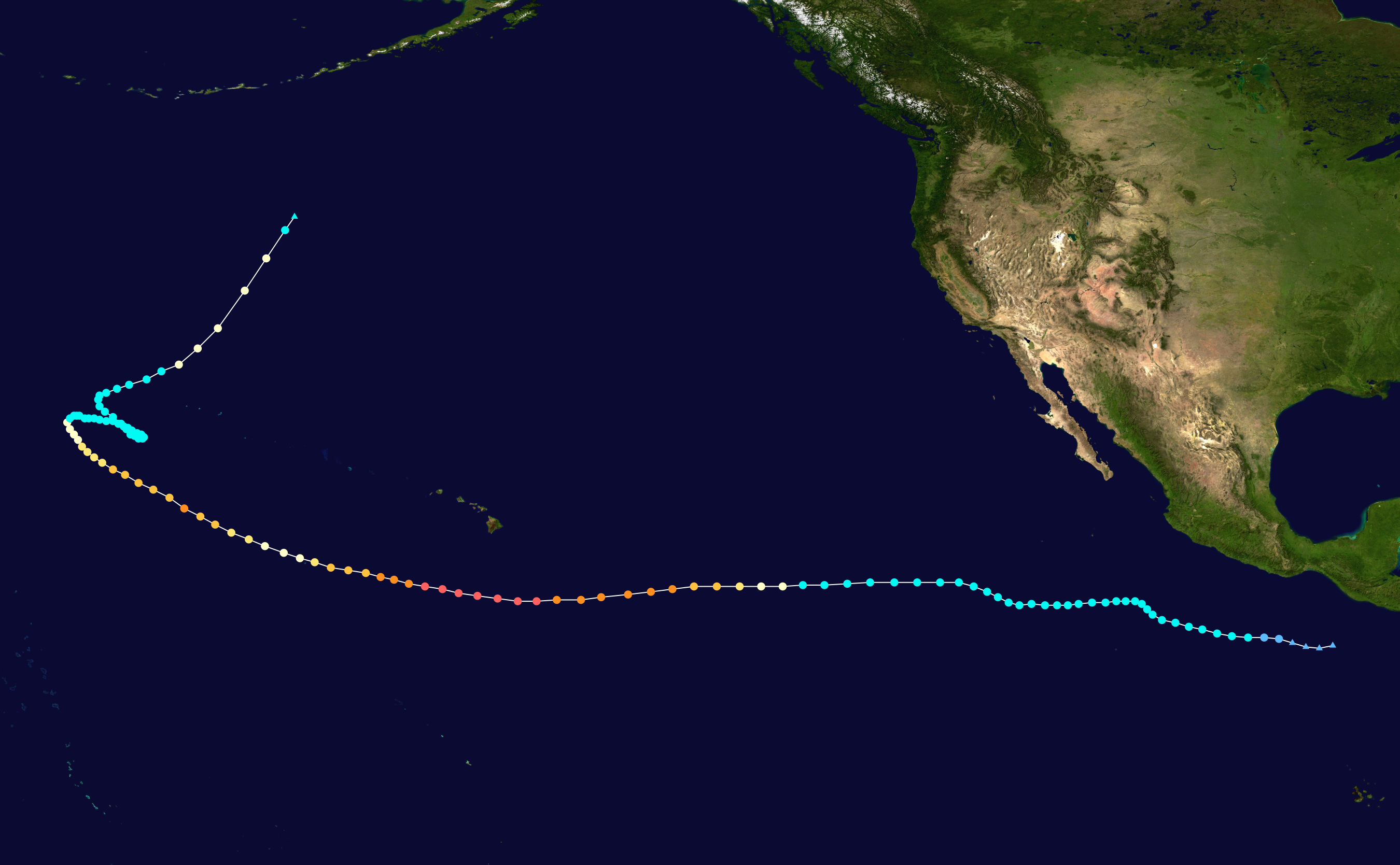
Trayectoria del Huracán John.

El Centro Nacional de Huracanes había identificado al precursor del John como una onda tropical que se había formado en las costas occidentales de África el 25 de julio de 1994. El ambiente del océano Atlántico era hostil para un desarrollo tropical, así que la onda continuó su trayecto, entrando a Centroamérica el 7 de agosto saliendo día después. Lentamente se había organizado, y el 11 de agosto se había convertido en la depresión tropical Diez-E ubicado a 560 kilómetros al sursureste de Acapulco, México. Las condiciones no eran ideales para un fortalecimiento, pero rápidamente desarrolló bandas nubosas con un centro bien definido; entonces la NHC lo categorizó como una tormenta tropical con nombre John ese mismo día por la noche.
Un área fuerte de alta presión sobre al Pacífico noreste forzó al John hacia el oeste, donde los vientos de alto nivel mantuvieron la categoría de tormenta tropical, pero luego los vientos de cizalladura disminuyeron la intensidad de la tormenta degradándolo a depresión tropical. Sin embargo, después de ocho días de lento desplazamiento en dirección oeste a través del océano Pacífico, las cizalladuras disminuyeron el 19 de agosto, y el John se reintensificó significativamente, convirtiéndose en un huracán a las 17:00 PDT. Durante un período de 18 horas, entre el 19 y 20 de agosto, el John se intensificó de un huracán de categoría uno a un huracán mayor de categoría tres. Alrededor de las 11:00 PDT del 20 de agosto, el sistema cruzó hacia el Pacífico central, el primero en tres cruces de cuencas que el John había hecho.

El John al sur de las islas Hawái

Después de entrar al Pacífico central, el John dejó de ser monitoreado por la NHC relevándose con la CPHC. A medida que se movía en dirección oeste de forma lenta, el huracán John continuó fortaleciéndose considerablemente en un ambiente muy favorable al sur de las islas Hawái; el 22 de agosto, el John fue designado como un huracán de categoría cinco en la Escala de Saffir-Simpson, la más alta en clasificación de huracanes. Horas más tarde, alcanzó el máximo de vientos de 280 km/h (175 mph), luego el John llegó a su punto más cercano a las islas a unos 500 kilómetros al sur. El John había amenazado al girar en dirección norte y afectado a las islas días antes, pero la alta presión que típicamente protegen a las islas de huracanes mantuvo al John al sur de estas. Sin embargo, lluvias torrenciales y vientos provenientes de sus bandas nubosas afectaron al archipiélago.
Con las islas hawaianas detrás de él, el John empezó a girar lentamente en dirección norte, hacia el Atolón Johnston, un pequeño grupo de islas pobladas solo por una base militar Estadounidense. La tormenta se debilitó lentamente de la categoría cinco a la categoría uno con vientos máximos de 145 km/h. El 25 de agosto, tiempo local, el John hizo su máximo acercamiento al Atolón Johnston a solo 24 kilómetros al norte de este, reportando vientos de más de 95 km/h, con ráfagas mayores a 120 km/h, equivalentes a una tormenta tropical.

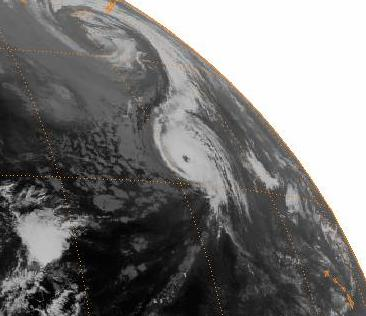
El John en su tercer pico de intensidad en el Pacífico norte el 8 de septiembre de 1994. Nótese un ciclón extratropical más al norte del ciclón.

Después de esto, el John giró hacia el noroeste y empezó a reintensificarse. El 27 de agosto, tiempo local, el John alcanzó su segundo máximo pico de intensidad de 210 km/h y lentamente cruzó la línea internacional de cambio de fecha ahora bajo vigilancia del Centro Conjunto de Advertencia de Tifones con sede en Guam. Al cruzar hacia el Pacífico occidental, se le nombró a este ciclón como un tifón y fue referido como el tifón John durante su tiempo en el Pacífico oeste. Inmediatamente después de cruzar la línea internacional de cambio de fecha, el John se debilitó a medida que se desplazaba y el 1 de septiembre fue degradado a tormenta tropical justo al oeste del meridiano 180°, allí se mantuvo con una circulación ciclónica constante. El 8 de septiembre, el John empezó a desplazarse en dirección noreste y nuevamente cruzó la línea internacional del tiempo, reingresando a la cuenca central del Pacífico.
Tras ingresar al Pacífico central, el John nuevamente alcanzó su tercer pico de intensidad de 145 km/h, como huracán de categoría uno, al norte de las islas Midway. Sin embargo su estructura fue deformada y las aguas frías del norte del Pacífico no eran propicias para un ciclón tropical. El 10 de septiembre el John fue declarado como un ciclón extratropical a 1.600 kilómetros al sur de la isla de Unalaska.

## Dificultades en su pronóstico

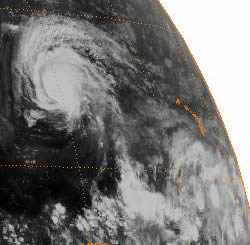
El John desplazándose en dirección noroeste, las islas Hawái se encuentran al este del ciclón. Tomada del satélite GMS-4 el 28 de agosto de 1994.

Durante la estadía del John en el Pacífico occidental, la JTWC tuvo dificultades particulares en el pronóstico e incluso en la estimación de la fuerza del ciclón. El John se había debilitado considerablemente antes de entrar en la cuenca del Pacífico noroccidental y, antes de que los estimados fueran revisados, cuatro avisos consecutivos se habían emitido declarando al John como una depresión tropical. Cada uno de esos avisos pronosticaron una inminente disipación. Así que el John persistió y no se disipó cómo lo predijo la JTWC, fue declarado, como mínimo, una tormenta tropical en el siguiente aviso. Al mismo tiempo, sin embargo, dos barcos separados reportaron vientos de alrededor de 100 km/h (65 mph), evidentemente más fuerte que lo afirmado en el aviso de 65 km/h (40 mph). El John pudo reintensificarse a categoría uno después de reingresar al Pacífico central, desafiando todas las predicciones de la JTWC. Después de un reanalisis, este organismo aumentó el estimado de velocidad de vientos del John por cada aviso de las 12:00 UTC del 1 de septiembre, a su aviso final exactamente una semana después con al menos 9 km/h (6 mph) y lo máximo 46 km/h (29 mph).

## Récords
Sus 31 días de existencia hicieron al John el ciclón tropical con mayor duración en el océano Pacífico y en el mundo, sobre pasando el récord de 24 días que poseía el huracán Tina de 1992 y el récord mundial de 28 días que poseía el huracán San Ciriaco de 1899 en el Atlántico.  Además, a pesar de su lento desplazamiento a través de su trayectoria, el John fue el ciclón tropical de trayectoria más lejana en la cuenca del Pacífico y en el mundo, con una distancia recorrida de 13.280 kilómetros (7.165 millas), superando el récord que poseía el huracán Fico de 1978 con 8.700 kilómetros (4.700 millas) en el Pacífico y en el mundo por el huracán Faith de 1966 con 12.700 kilómetros (6.850 millas) en el Atlántico.
Las lecturas de presión de la intensidad de John no estaban consistentemente disponibles debido que la CPHC no monitorizaba las presiones en aquel tiempo, pero la reserva de la Fuerza Aérea de Estados Unidos midió la presión superficial de 929 hPa, haciendo al John como uno de los más intensos huracanes reportados en el Pacífico central; el Huracán Gilma reportó una presión mínima en esta cuenca anteriormente en la temporada de 1994, pero con menor velocidad de vientos (cabe destacar que la intensidad es medida por la presión mínima, el cual se co-relaciona pero no está directamente enlazado con su velocidad de vientos). El John fue también el tercer huracán de categoría cinco reportado en la cuenca del Pacífico central (el primer huracán fue el Patsy en 1959 y el segundo, el Gilma anteriormente en la temporada de 1994), y como el de mayor velocidad de vientos en la cuenca del Pacífico central, con 280 km/h (175 mph). Desde 1994, solo un huracán de categoría cinco, el huracán Ioke, se había formado o ingresado al Pacífico central; El Ioke, al igual que el Gilma, tuvieron una presión central menor pero con vientos máximos menores que el John. Sin embargo, la presión reportada del John es incompleta debido a que la lectura de 929 hPa fue solo medida cuando sus vientos alcanzaron los 258 km/h (160 mph); no existe lectura de presión cuando alcanzó los 280 km/h, así que podría haber sido más fuerte que el Gilma o el Ioke.
Adicionalmente, el John fue el quinto ciclón tropical en ingresar a la cuenca del Pacífico central del oeste. El huracán Patsy y las tormenta tropicales Virginia, Carmen y Skip en 1959, 1968, 1980 y 1985, respectivamente, lo habían hecho antes.

## Impacto

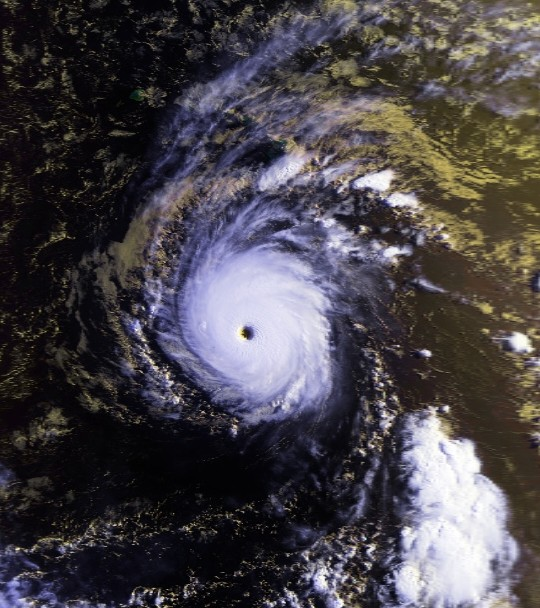
El huracán John de categoría cinco con vientos máximos sostenidos de 270 km/h (165 mph).

El John afectó a las islas Hawái y el Atolón Johnston de forma ligera. Mientras el John se desplazaba a 550 kilómetros (345 millas) al sur del archipiélago, las islas no experimentaron la fuerza de sus vientos y marejadas fuertes alrededor de la costa sureste y sur de la isla, y, cuando el John se desplazó hacia el oeste en frente de las costas del occidentales de la isla, las olas, de 6 a 10 pies (1,8 a 3,0 metros) de altura, inundaron las playas en Kailua-Kona.
A pesar de que el John pasó a 25 kilómetros del Atolón Johnston, la tormenta se había debilitado significativamente a categoría uno. Antes de la llegada de la tormenta, olas entre 20 y 30 pies (6,1 y 9,1 metros) de altura fueron reportadas en la isla. Adicionalmente, en el hemisferio norte los fuertes vientos y las lluvias torrenciales influían al norte del ciclón tropical, así que el atolón, en el cual estuvo al sur de la trayectoria de la tormenta, se salvó de la peor parte. Sin embargo, 1.100 personas de la base militar estadounidense en el Atolón Jonhston habían sido evacuados hacia Honolulu como medida de precaución mientras el John se aproximó. Los daños a la estructura fueron considerables, pero la extensión de la isla y la relativa funcionalidad de la base influyeron en daños menores; las pérdidas monetarias estimadas fueron de 15 millones de dólares (USD 1994).
Los remanentes del John se desplazaron a través de las islas Aleutianas, produciendo ráfagas de vientos de 74 km/h (46 mph) en Unalaska. La tormenta trajo una corriente de aire cálido, y dos estaciones reportaron temperaturas máximas de 19 °C (66 °F).